# Percefleur noir
Diglossa humeralis
Espèce
Statut de conservation UICN

 LC  : Préoccupation mineure
Le Percefleur noir (Diglossa humeralis) est une espèce de passereau appartenant à la famille des Thraupidae.

## Répartition
On le trouve au Venezuela, en Colombie, en Équateur et au Pérou.